# Ulrich Baumgartner (Kulturmanager)
Ulrich Baumgartner (* 20. März 1918 in Berlin; † 18. August 1984 in Graz) war ein österreichischer Kulturmanager und Regisseur.

## Leben
Mit 17 Jahren assistierte Ulrich Baumgartner als Werbefilmassistent bei der UFA in Berlin. Baumgartner war nach dem Zweiten Weltkrieg Gründer und Leiter des Grazer Hochschulstudios und übergab 1948 die Leitung an Heinz Gerstinger. Nach 1945 war er Kulturredakteur und Theaterregisseur in Graz, später Organisator der Kapfenberger Kulturtage. Baumgartner war von 1964 bis 1977 Intendant der Wiener Festwochen und holte dabei Leonard Bernstein, Maurice Béjart, Giorgio Strehler und Claus Peymann erstmals nach Wien. Er integrierte das Ballet als Bestandteil der Festwochen.
Ulrich Baumgartner arbeitete mit beim Grazer Steirischen Herbst und begründete die Wiener Arena als Gegenfestival zur ‚Hochkultur‘: 1970 begann im Rahmen der Wiener Festwochen die Festwochen-Arena, welche ab 1975 im ehemaligen Auslands-Schlachthof St. Marx veranstaltet wurde. Als 1976 nach dem Veranstaltungsprogramm der Abbruch des Gebäudes drohte, solidarisierte sich Baumgartner mit den Besetzern des Arena-Geländes. Vereinzelt war Baumgartner auch als Schauspieler tätig, zum Beispiel 1977 und 1981 in zwei Folgen der Kriminalserie Tatort (Der vergessene Mord und Mord in der Oper).
Baumgartner war von 1966 bis zu seinem Ausschluss 1975 Mitglied der Loge Libertas Gemina.